# August de Cornillon
August de Cornillon (Groningen, gedoopt 21 oktober 1807 – aldaar, 31 oktober 1872) was een Nederlands militair, klarinettist en kapelmeester.

## Achtergrond
Hij werd geboren in het gezin van musicus Franciscus Phillippus Pierret genaamd de Cornillon en Joanna Petronella Delcourt. Broer Jacobus Thomas de Cornillon werd bekend violist in België. Hijzelf was in 1838 getrouwd met Eleonora Juliana Henriette Christ, dochter van kunstschilder Johannes Franciscus Christ uit Nijmegen. Ze kregen een zoon.

## Muziek
De Cornillon was gedurende langere tijd kapelmeester te Nijmegen (waar hij trouwde) en Groningen. In Groningen gaf hij leiding aan het orkest van het leger (regiment-infanterie) en het Stedelijk muziekkorps der schutterij. In die hoedanigheid begeleidde hij in 1857 de destijds beroemde zanger Giacomo Guglielmi. Daarnaast was hij getalenteerd klarinettist (hij voerde in 1828 reeds een soloconcert uit) en was als klarinettist van De Harmonie ook enige tijd waarnemend directeur daarvan. Voorts had hij een leidende functie bij het muziekgenootschap Apollo. De koning had De Cornillon in 1871 net benoemd in de rang van tweede luitenant, toen hij ruim een jaar later overleed.
Van zijn hand verscheen een Groninger Heeren-polka-mazurka en een Feestmars voor het muziekkorps der D.D. schutterij (opgedragen aan de Heeren Studenten der Groninger Hoogeschool).